# Charlotte Becker
Pour les articles homonymes, voir Becker.
Charlotte Becker, née le 19 mai 1983 à Datteln, est une coureuse cycliste allemande, professionnelle de 2005 à 2022.

## Biographie

### Vie privée
Charlotte Becker est la sœur de Christina Becker, également cycliste professionnelle. Elle grandit à Waltrop et commence le cyclisme à l'âge de huit ans en voyant sa sœur pratiquer ce sport. De 2001 à 2005, elle effectue une formation afin d'entrer dans la police, qui lui permet de pratiquer son sport en parallèle. Depuis 2006, elle habite Berlin. Elle possède également un cheval.

### Caractéristiques
C'est une spécialiste du contre-la-montre et des courses venteuses. Elle n'apprécie toutefois pas la pluie.

## Carrière
Elle s'illustre en début de carrière sur piste. En 2000 et 2001, elle termine troisième de la poursuite aux championnats du monde sur piste juniors (moins de 19 ans). En 2004 et 2005, elle est championne d'Europe de course aux points espoirs (moins de 23 ans). En 2008, elle est championne d'Allemagne de poursuite et deuxième sur la course aux points. En 2008, elle est médaillée de bronze de la poursuite par équipes aux mondiaux de Manchester, avec Verena Jooß et Alexandra Sontheimer.
Elle obtient également des résultats sur route dès 2006, où elle est championne d'Allemagne du contre-la-montre. Elle remporte ensuite le classement général du Holland Ladies Tour en 2008. En 2009, elle termine troisième du Tour de Toscane féminin-Mémorial Michela Fanini. La même année, sur la deuxième étape du Tour de Thuringe, à environ quarante kilomètres de l'arrivée, un groupe de sept athlètes prend le large. Il comprend Luise Keller, Charlotte Becker, Tina Liebig, Noemi Cantele, Luisa Tamanini, Marieke van Wanroij et Fabiana Luperini et compte jusqu'à trois minutes d'avance. La chasse du peloton est ralentie par un passage à niveau. À dix kilomètres de l'arrivée, Charlotte Becker et Luisa Tamanini se détachent. Elles se disputent la victoire au sprint et l'Allemande se montre plus rapide. C'est l'Italienne toutefois qui endosse le maillot jaune.
En 2010, elle remporte devant Judith Arndt le Grand Prix de la Ville de Valladolid, sa première victoire en Coupe du monde. De plus, elle est sacrée championne d'Allemagne sur route. En janvier 2011, elle prend la deuxième place du classement général du Tour du Qatar derrière sa coéquipière Ellen van Dijk. Le 23 avril, elle termine deuxième du circuit de Borsele au sprint. En août, elle termine deuxième du classement général du Trophée d'or féminin.
En 2012, elle participe au Holland Ladies Tour. Specialized-Lululemon gagne le contre-la-montre par équipes de la deuxième étape. Trixi Worrack devient alors leader du classement général. Charlotte Becker lui prend cette place lors de la troisième étape et finit deuxième de l'étape le jour d'après. Sur l'ultime étape, Marianne Vos dynamite la course, Charlotte Becker perd plus de douze minutes sur l'étape et finit quatorzième de l'épreuve. Septième de la poursuite par équipes aux Jeux olympiques de Londres, elle devient en fin d'année championne du monde du contre-la-montre par équipes avec  Specialized-lululemon. Le 28 mai 2013, elle annonce rompre son contrat avec l'équipe Argos-Shimano et chercher une équipe lui convenant mieux. Elle rejoint finalement Wiggle Honda en juin 2013.
En septembre 2014, elle déclare faire son retour sur la piste après une pause de deux ans. Son objectif est de se qualifier pour les Jeux olympiques de 2016 à Rio de Janeiro. L'année suivante, elle devient championne d'Allemagne du scratch. Début juillet 2016, elle est victime d'une grave chute au Tour d'Italie féminin et doit subir une opération à l'épaule. Néanmoins, quelques semaines plus tard, elle peut participer aux Jeux olympiques de Rio de Janeiro, où elle termine neuvième de la poursuite par équipes avec Mieke Kröger, Stephanie Pohl et Gudrun Stock.
En 2018, elle remporte le Tour de l'île de Chongming, une manche de l'UCI World Tour féminin. Aux championnats d'Europe sur piste 2018 à Glasgow, elle remporte la médaille de bronze en poursuite par équipes avec Lisa Brennauer, Gudrun Stock et Mieke Kröger.

## Palmarès sur route

### Par années
- 2001
  - 5e du championnat du monde du contre-la-montre juniors
  - 6e du championnat du monde sur route juniors
- 2004
  - 5e du championnat du monde du contre-la-montre espoirs
- 2005
  - 2e étape du Eko Tour Dookola Polski
- 2006
  -  Championne d'Allemagne du contre-la-montre
- 2007
  - 2e du championnat d'Allemagne du contre-la-montre
- 2008
  - Holland Ladies Tour
  - Cologne Classic
  - 2e de l'Albstadt-Frauen-Etappenrennen
  - 3e du championnat d'Allemagne du contre-la-montre
  - 3e de la course en ligne de l'Open de Suède Vårgårda
  - 3e du contre-la-montre par équipes de l'Open de Suède Vårgårda
  - 3e du Chrono des Nations-Les Herbiers-Vendée
  - 8e de la coupe du monde de cyclisme sur route
  - 8e de la Geelong World Cup
  - 9e du championnat du monde du contre-la-montre
- 2009
  - 2e étape du Tour de l'Aude (contre-la-montre par équipes)
  - 2e étape du Tour de Thuringe
  - Albstadt-Frauen-Etappenrennen :
    - Classement général
    - 1re étape

  - 3e du Tour de Toscane féminin-Mémorial Michela Fanini
  - 4e du contre-la-montre par équipes de l'Open de Suède Vårgårda
- 2010
  -  Championne d'Allemagne sur route
  - Grand Prix de la Ville de Valladolid
  - Contre-la-montre par équipes de l'Open de Suède Vårgårda
  - Cologne Classic
  - 2e du championnat d'Allemagne du contre-la-montre
  - 4e de la Coupe du monde de cyclisme sur route féminine 
  - 4e de l'Univé Tour de Drenthe
  - 6e du Grand Prix de Plouay
  - 8e de la course en ligne de l'Open de Suède Vårgårda
- 2011
  - Contre-la-montre par équipes de l'Open de Suède Vårgårda
  - 2e (contre-la-montre par équipes) et 3e étapes du Trophée d'Or féminin
  - 6e étape du Tour de Toscane
  - 2e du Tour du Qatar
  - 2e du Circuit de Borsele
  - 2e du championnat d'Allemagne du contre-la-montre
  - 2e du Trophée d'or féminin
  - 3e du Tour of Chongming Island World Cup
  - 10e du Grand Prix de la Ville de Valladolid
- 2012
  -  Championne du monde du contre-la-montre par équipes
  - contre-la-montre par équipes de l'Open de Suède Vårgårda
  - 2e étape du BrainWash Ladies Tour  (contre-la-montre par équipes)
  - 2e du championnat d'Allemagne sur route
  - 2e de Durango-Durango Emakumeen Saria
  - 6e du Tour of Chongming Island World Cup
- 2013
  - 5e du contre-la-montre par équipes de l'Open de Suède Vårgårda
- 2014
  - Tour de l'île de Zhoushan :
    - Classement général
    - 1re étape

  - 3e du championnat d'Allemagne du contre-la-montre
  - 7e du Tour of Chongming Island World Cup
- 2015
  - 3e du Tour de l'île de Zhoushan
  - 9e du contre-la-montre par équipes de l'Open de Suède Vårgårda
- 2016
  - 94.7 Cycle Challenge
- 2017
  - Tour de l'île de Zhoushan :
    - Classement général
    - 2e étape

  - 3e du championnat d'Allemagne sur route
  - 9e du contre-la-montre par équipes de l'Open de Suède Vårgårda
- 2018
  - Tour de l'île de Chongming : 
    - Classement général
    - 2e étape

  - 2e étape du Tour de l'île de Zhoushan
  - 2e du Tour de l'île de Zhoushan
- 2020
  - 2e du championnat d'Allemagne sur route

### Classements mondiaux
| Année                                 | 2004 | 2005 | 2006 | 2007 | 2008 | 2009 | 2010 | 2011 | 2012 | 2013 | 2014 | 2015 | 2016 | 2017 | 2018 | 2019 | 2020 | 2021  |
| ------------------------------------- | ---- | ---- | ---- | ---- | ---- | ---- | ---- | ---- | ---- | ---- | ---- | ---- | ---- | ---- | ---- | ---- | ---- | ----- |
| Classement UCI                        | 110e | 148e | 139e | 92e  | 27e  | 31e  | 10e  | 15e  | 46e  | 149e | 43e  | 167e | 544e | 58e  | 55e  | 445e | 170e | 1097e |
| Coupe du monde                        | nc   | nc   | nc   | nc   | 8e   | nc   | 4e   | nc   | nc   | nc   | nc   | nc   |      |      |      |      |      |       |
| UCI World Tour                        |      |      |      |      |      |      |      |      |      |      |      |      | nc   | 131e | 38e  | 187e | 172e | nc    |
|                                       |      |      |      |      |      |      |      |      |      |      |      |      |      |      |      |      |      |       |
| Légende : nc = non classéSource : UCI |      |      |      |      |      |      |      |      |      |      |      |      |      |      |      |      |      |       |

## Palmarès sur piste

### Jeux olympiques
- Londres 2012
  - 7e de la poursuite par équipes
- Rio 2016
  - 9e de la poursuite par équipes

### Championnats du monde
- Fiorenzuola 2000 (juniors)
  -  Médaillée de bronze de la poursuite juniors
- Trexlertown 2001 (juniors)
  -  Médaillée de bronze de la poursuite juniors
- Manchester 2008'
  -  Médaillée de bronze de la poursuite par équipes
- Pruszkow 2009
  - 7e de la poursuite par équipes
  - 11e de l'omnium
  - 11e de la poursuite individuelle
- Apeldoorn 2011
  - 7e de la poursuite par équipes
- Melbourne 2012
  - 8e de la poursuite par équipes
  - 13e du scratch
- Saint-Quentin-en-Yvelines 2015
  - 7e de la poursuite par équipes
- Londres 2016
  - 9e du scratch
- Hong Kong 2017
  - 5e de la course aux points[8]
  - 14e de la poursuite par équipes[9]
- Apeldoorn 2018
  - 5e de la poursuite par équipes[10]
  - 5e de la course aux points[11]
- Pruszków 2019
  - 6e de la poursuite par équipe[12]
  - Abandon lors de la course aux points

### Coupe du monde
- 2006-2007 
  - 2e du scratch à Sydney
- 2007-2008 
  - 1re du scratch à Los Angeles
- 2008-2009 
  - 2e de la poursuite par équipes à Manchester
- 2009-2010
  - 3e de la course aux points à Cali
- 2010-2011
  - 2e de la poursuite par équipes à Melbourne
- 2011-2012
  - 3e de la poursuite par équipes à Astana
- 2018-2019
  - 2e de la poursuite par équipes à Hong Kong
  - 3e de la course aux points à Saint-Quentin-en-Yvelines

### Championnats d'Europe
| Édition / Épreuve          | Poursuite par équipes | Course aux points |
| Valence 2004 (espoirs)     |                       | Or                |
| Fiorenzuola 2005 (espoirs) |                       | Or                |
| Apeldoorn 2011             | Argent                |                   |
| Glasgow 2018               | Bronze                |                   |

### Championnats d'Allemagne
- 2008
  -  Championne d'Allemagne de poursuite
- 2016
  -  Championne d'Allemagne de course aux points
- 2017
  -  Championne d'Allemagne de l'omnium
- 2018
  -  Championne d'Allemagne de poursuite par équipes
  -  Championne d'Allemagne de course aux points
  -  Championne d'Allemagne du scratch
- 2018
  -  Championne d'Allemagne de poursuite par équipes

## Distinctions
- Cycliste allemande de l'année : 2010